# Зост (район)
Зост (нім. Kreis Soest, [zo:st]) — район в Німеччині, у складі округу Арнсберг землі Північний Рейн-Вестфалія. Адміністративний центр — місто Зост.

## Географія
Район Зост розташований на межі Північнонімецької низовини та гірського району Зауерланд. Включає південну частину регіону Мюнстерланд — Гарстранг.
Рельєф переважно височинний. Ґрунти лесові, високої родючості, утворилися внаслідок вивітрювання глинястих порід північних хребтів Зауерланду (Гельвег-Борде, Верль-Уннаер-Борде, Зостер-Борде та Гесекер-Борде).
Найвища точка району знаходиться у Варштайні — 581,3 м над рівнем моря. Найнижчою точкою є Ліппенідрунг — 62,0 м над рівнем моря.
Головні річки району: Рур, Ліппе та Мене. На річці Мене споруджено водосховище — Менезе.

## Населення
Населення району становить 303688 осіб (2011; 304,9 тисяч в 2010).

## Адміністративний поділ
Район поділяється на 7 комун (нім. Gemeinden) та 7 міст (нім. Städte):
| № | Община/ місто  | Площа, км² | Населення, осіб (2011) | Центр          |
| - | -------------- | ---------- | ---------------------- | -------------- |
| 1 | Анрехте        | 73,8       | 10464                  | Анрехте        |
| 2 | Бад-Зассендорф | 63,4       | 11728                  | Бад-Зассендорф |
| 3 | Вельвер        | 85,6       | 12304                  | Шайдінген      |
| 4 | Віккеде        | 25,2       | 11809                  | Віккеде        |
| 5 | Ензе           | 51,1       | 12584                  | Нідерензе      |
| 6 | Ліппеталь      | 126,6      | 12227                  | Остінггаузен   |
| 7 | Менезе         | 123,4      | 11349                  | Кьорбеке       |
| 1 | Варштайн       | 157,9      | 26893                  | Варштайн       |
| 2 | Верль          | 76,4       | 32018                  | Верль          |
| 3 | Гезеке         | 97,4       | 20747                  | Гезеке         |
| 4 | Ервітте        | 89,3       | 15711                  | Ервітте        |
| 5 | Зост           | 85,8       | 48543                  | Зост           |
| 6 | Ліппштадт      | 113,6      | 66936                  | Ліппштадт      |
| 7 | Рютен          | 158,1      | 10375                  | Рютен          |

| Німеччина | Це незавершена стаття з географії Німеччини. Ви можете допомогти проєкту, виправивши або дописавши її. |